# Sport w gminie Podegrodzie

## Kluby sportowe

### Gród Podegrodzie
Ludowy Klub Sportowy Gród Podegrodzie – klub sportowy z Podegrodzia. Posiada dwie sekcje: piłka nożna (klasie okręgowa, grupa nowosądecka) oraz siatkówka. Klub słynie z bardzo dobrego szkolenia młodzieży.

#### Historia
LZS Podegrodzie powstał w roku 1955. Pierwszym założycielem, prezesem i zawodnikiem był Józef Łatka, który funkcję tę pełnił przez szereg lat. Do roku 1963 LZS prowadził sekcje: piłka nożna, piłka siatkowa i lekkoatletyka. W tym samym roku LZS Podegrodzie przyjął nazwę "Gród" Podegrodzie. Sekcja piłki nożnej została zarejestrowana w PZPN okręg Kraków-Podokręg Nowy sącz, a drużyna została zgłoszona do rozgrywek w Klasie C. Prezesem został wybrany Jan Dziedziak. Patronat nad działalnością klubu objął POM Podegrodzie. W roku 1964 Gród zdobył mistrzostwo klasy C i awansował do klasy B podokręgu Nowy Sącz.
W roku 1966 Gród zdobył mistrzostwo klasy B, jednak po przegraniu meczu barażowych nie awansował do klasy A. W tym okresie drużyna brała udział w rozgrywkach o Puchar Polski. Dużą niespodzianką było wyeliminowanie Sandecji Nowy Sącz. Drużyna Grodu odpadła z rozgrywek po przegraniu z Unią Tarnów. Przeszkodą w działalności sportowej Grodu był brak stadionu. Dzięki przychylności ks. Józefa Nowaka, proboszcza podegrodzkiej parafii został wydzierżawiony teren, na którym w czynie społecznym wykonano boisko do piłki nożnej. Jednak nie posiadało ono żadnego zaplecza socjalnego. W latach 1966 – 1976 drużyna uczestniczyła w rozgrywkach B klasy, z różnym powodzeniem. Po kilku latach parafia w Podegrodziu wypowiedziała dzierżawę terenu, na którym zlokalizowane było boisko. LZS Gród pomimo braku stadionu nie przerwał działalności sportowej, a drużyna rozgrywała mecze na boiskach Starego Sącza. W roku 1973 członkowie LZS przy pomocy POM-u wybudowali na terenie Brzeznej boisko, gdzie rozgrywali mecze, jako gospodarze. W roku 1976 drużyna spadła do C klasy. Zawodnicy odeszli do innych klubów, brakowało również środków finansowych na prowadzenie dalszej działalności.
Po wyłonieniu nowego zarządu, LZS Gród doszedł do porozumienia z zarządem Wspólnoty Gruntów Wsi Podegrodzie, która oddała pod budowę nowego boiska teren, na którym znajduje się obecne stadion. Przy pomocy Urzędu Gminy w Podegrodziu zostały rozpoczęte prace przy budowie obiektu sportowego, który został oddany do użytku w 1987 roku. Następnie wybudowano budynek socjalny. Drużyna rozpoczęła rozgrywki na własnym stadionie i w 1990 r., awansowała do klasy B. Później do klasy okręgowej, gdzie utrzymywał się przez trzy sezony. W sezonie 1995/96 ponownie awansowała do „okręgówki”, a po zdobyciu mistrzostwa okręgu Nowy Sącz awansowała do V Ligi. W 2001 r. trenerem został Marek Sadlisz. Rok 2003 przyniósł dwie znaczące zmiany: nazwa LZS Gród zmieniona została na LKS Gród. oraz nowym trenerem zespołu został Wojciech Ślężak. W 2005 r. klub obchodził 50-lecie istnienia i w tym samym roku nowym szkoleniowcem został Stefan Gródek. W 2006 r. na okres jednego roku na stanowisko trenera klubu zatrudniono ponownie Marka Sadlisza. W 2009 roku trampkarze starsi zdobyli Mistrzostwo Polski LZS. Następnym szkoleniowcem był Henryk Potoniec, który z klubem pracował do 2011 r. W grudniu tego roku trenerem został ówczesny opiekun juniorów Grodu – Marek Fiut.

#### Sezony z udziałem klubu (piłka nożna)
Źródło:
| Sezon   | Liga                                 | Poziom ligowy | Pozycja | Punkty | Bramki | Uwagi  |
| ------- | ------------------------------------ | ------------- | ------- | ------ | ------ | ------ |
| 2001/02 | Klasa A, Nowy Sącz                   | VI            | 1       | 68     | 67:17  | awans  |
| 2002/03 | Klasa okręgowa (grupa nowosądecka)   | V             | 5       | 47     | 59:38  |        |
| 2003/04 | Klasa okręgowa (grupa nowosądecka)   | V             | 12      | 35     | 44:57  |        |
| 2004/05 | Klasa okręgowa (grupa nowosądecka)   | V             | 5       | 45     | 49:47  |        |
| 2005/06 | Klasa okręgowa (grupa nowosądecka)   | V             | 7       | 52     | 65:42  | awans  |
| 2006/07 | V liga (grupa nowosądecko-tarnowska) | V             | 15      | 27     | 32:70  | spadek |
| 2007/08 | Klasa okręgowa (grupa nowosądecka)   | VI            | 2       | 62     | 63:32  | awans  |
| 2008/09 | V liga (grupa nowosądecko-tarnowska) | VI            | 15      | 24     | 36:49  | spadek |
| 2009/10 | Klasa okręgowa (grupa nowosądecka)   | VII           | 8       | 42     | 40:43  |        |
| 2010/11 | Klasa okręgowa (grupa nowosądecka)   | VII           | 6       | 50     | 45:37  | [ c ]  |
| 2011/12 | Klasa okręgowa (grupa nowosądecka)   | VI            | 10      | 38     | 48-58  |        |
| 2012/13 | Klasa okręgowa (grupa nowosądecka)   | VI            | 9       | 39     | 44-42  |        |
| 2013/14 | Klasa okręgowa (grupa nowosądecka)   | VI            | 11      | 41     | 62-47  |        |
| 2014/15 | Klasa okręgowa (grupa nowosądecka)   | VI            | 12      | 36     | 48-60  |        |
| 2015/16 | Klasa okręgowa (grupa nowosądecka)   | VI            | 6       | 45     | 48-44  |        |
| 2016/17 | Klasa okręgowa (grupa nowosądecka)   | VI            | 9       | 36     | 65-80  |        |
| 2017/18 | Klasa okręgowa (grupa nowosądecka)   | VI            | 10      | 35     | 55-74  |        |
| 2018/19 | Klasa okręgowa (grupa nowosądecka)   | VI            | 5       | 59     | 85-41  |        |
| 2019/20 | Klasa okręgowa (grupa nowosądecka I) | VI            | 8       | 18     | 17-19  |        |
| 2020/21 | Klasa okręgowa (grupa nowosądecka I) | VI            | 5       | 56     | 62-41  |        |
| 2021/22 | Klasa okręgowa (grupa nowosądecka I) | VI            | 4       | 56     | 75-53  | [ d ]  |
| 2022/23 | Klasa okręgowa (grupa nowosądecka I) | VII           | 6       | 49     | 76-54  |        |
| 2023/24 | Klasa okręgowa (grupa nowosądecka I) | VII           | 1       | 67     | 92-23  | awans  |
| 2024/25 | V liga (grupa małopolska wschodnia)  | VI            |         |        |        |        |

#### Sukcesy
Największym sukcesem klubu jest Mistrzostwo Polski LZS w turnieju "Piłkarska Kadra Czeka", zdobyte przez trampkarzy starszych 3 lipca 2009 roku. Najwyższym poziomem ligowym na jakim grała drużyna seniorska to V liga nowosądecko-tarnowska. Juniorzy starsi w sezonie 2010-11 grali w najwyższej lidze w województwie małopolskim – Lidze Juniorów Starszych. Podobnie trampkarze starsi i młodsi w sezonie 2008-09 grali Małopolskiej Lidze Trampkarzy Starszych i Młodszych. Każda kategoria wiekowa posiada też liczne zwycięstwa w różnych turniejach.

### Eksperyment Olszana/Olszanka
Eksperyment Olszana/Olszanka – drużyna piłkarska z Olszany i Olszanki. W pierwotnych planach miała wystartować w rozgrywkach ligowych i grać na stadionie Grodu Podegrodzie lub Górki Szczereż. Ostatecznie jednak uznano, że wybudują własny stadion i dopiero wtedy zgłoszą się do rozgrywek. Drużyna czynnie uczestniczy w różnych turniejach.

## Ważniejsze obiekty sportowe

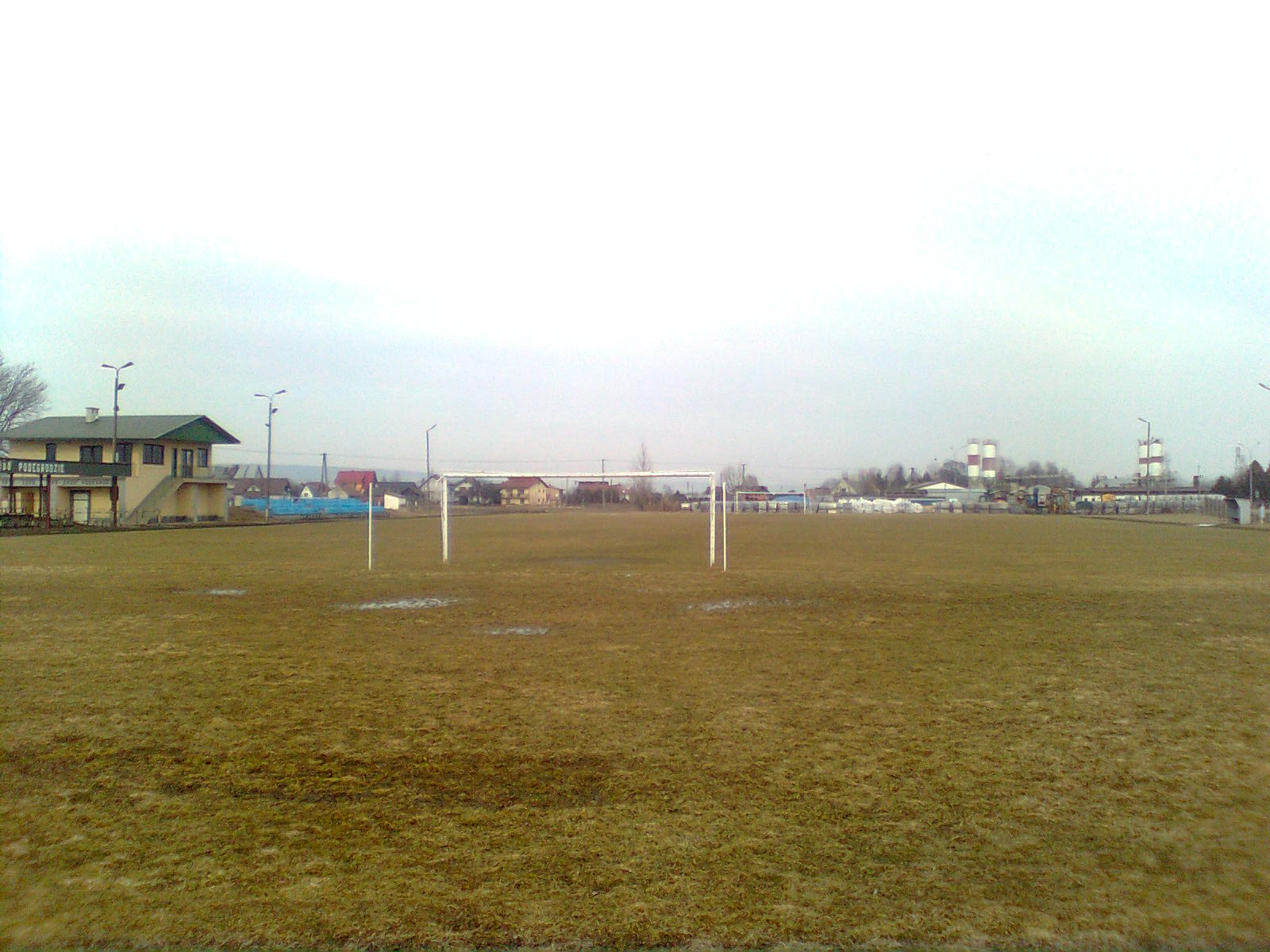
Płyta główna stadionu

### Stadion w Podegrodziu
Stadion w Podegrodziu – stadion zlokalizowany w Podegrodziu. Swoje mecze rozgrywa na nim miejscowa drużyna – Gród Podegrodzie. Otwarty został w 1987 r. Jego pojemność to 1000 miejsc (około 500 siedzących). Posiada sztuczne oświetlenie, bieżnię, parking, zaplecze socjalne. Wymiary boiska: 105 m x 63 m.
Na obiekcie odbywają się nie tylko mecze ligowe, ale też turnieje (np. O puchar wójta Gminy Podegrodzie), festyny, turnieje strażackie itp.

### Orlik 2012 w Podegrodziu

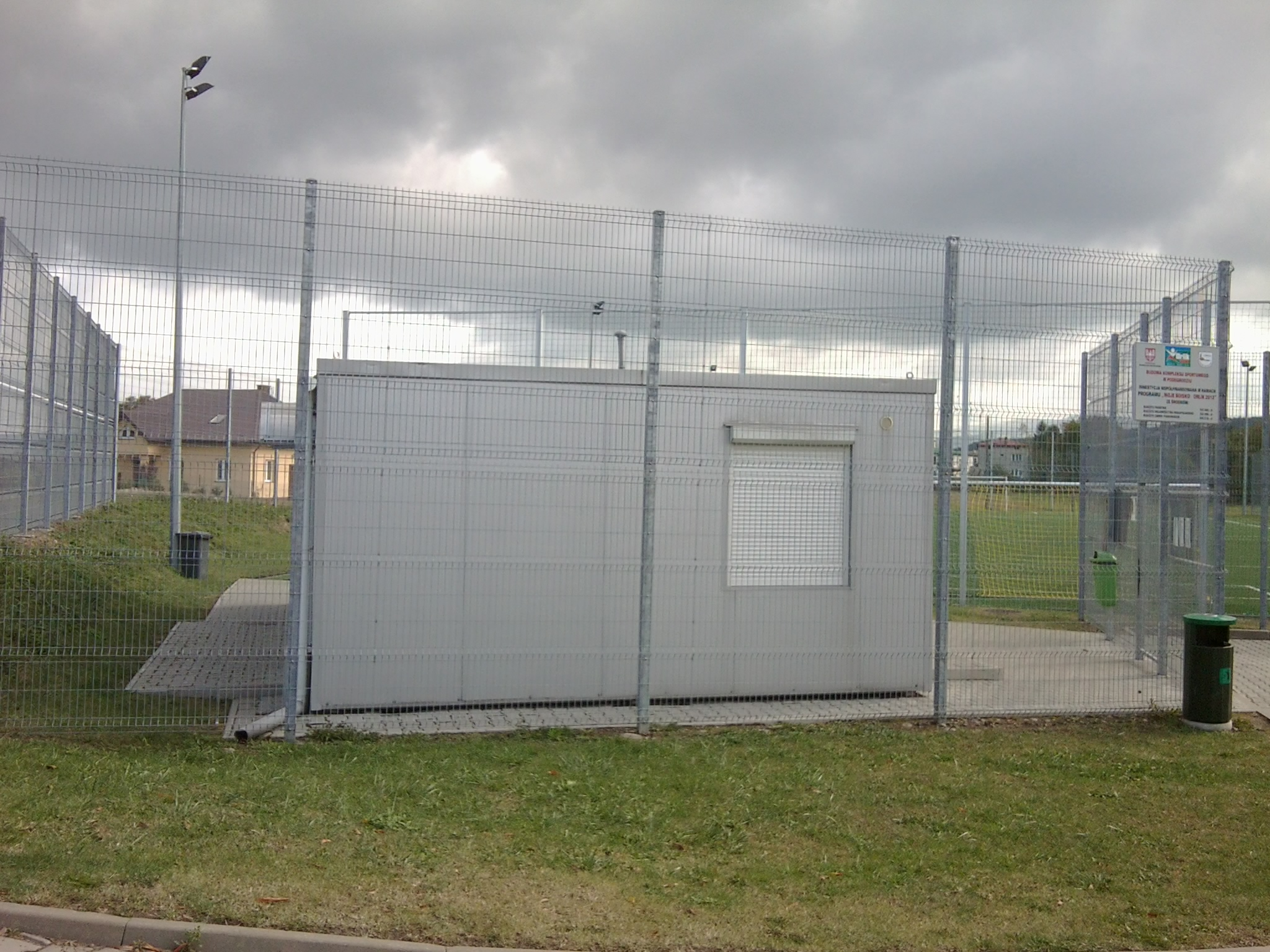
Zaplecze socjalne na Orliku

Orlik 2012 w Podegrodziu – kompleks sportowy, otwarty 17 listopada 2008 roku w ramach rządowego programu Orlik 2012. Pierwszy "Orlik" na Sądecczyźnie. Kompleks znajduje się w Podegrodziu przy Zespole Szkół Podstawowo-Gimnazjalnych im. Bł. O. St. Paczyńskiego. Całkowity koszt całej budowy wyniósł 1.099.515,25 zł. Obiekt jest ogólnodostępny i bezpłatny dla mieszkańców gminy. Natomiast osobom spoza gminy, "Orlik" udostępniany jest odpłatnie.
W skład kompleksu wchodzą:
- boisko do piłki nożnej o wymiarach 30 m x 62 m (sztuczna trawa);
- boisko wielofunkcyjne o wymiarach 19 m x 32 m, do gry w piłkę siatkową i koszykową oraz dodatkowo zostało wyposażone w bramki do gry w piłkę nożną i ręczną (nawierzchnia z poliuretanu);
- kontenerowy budynek sanitarno – szatniowy z pomieszczeniem dla trenera;

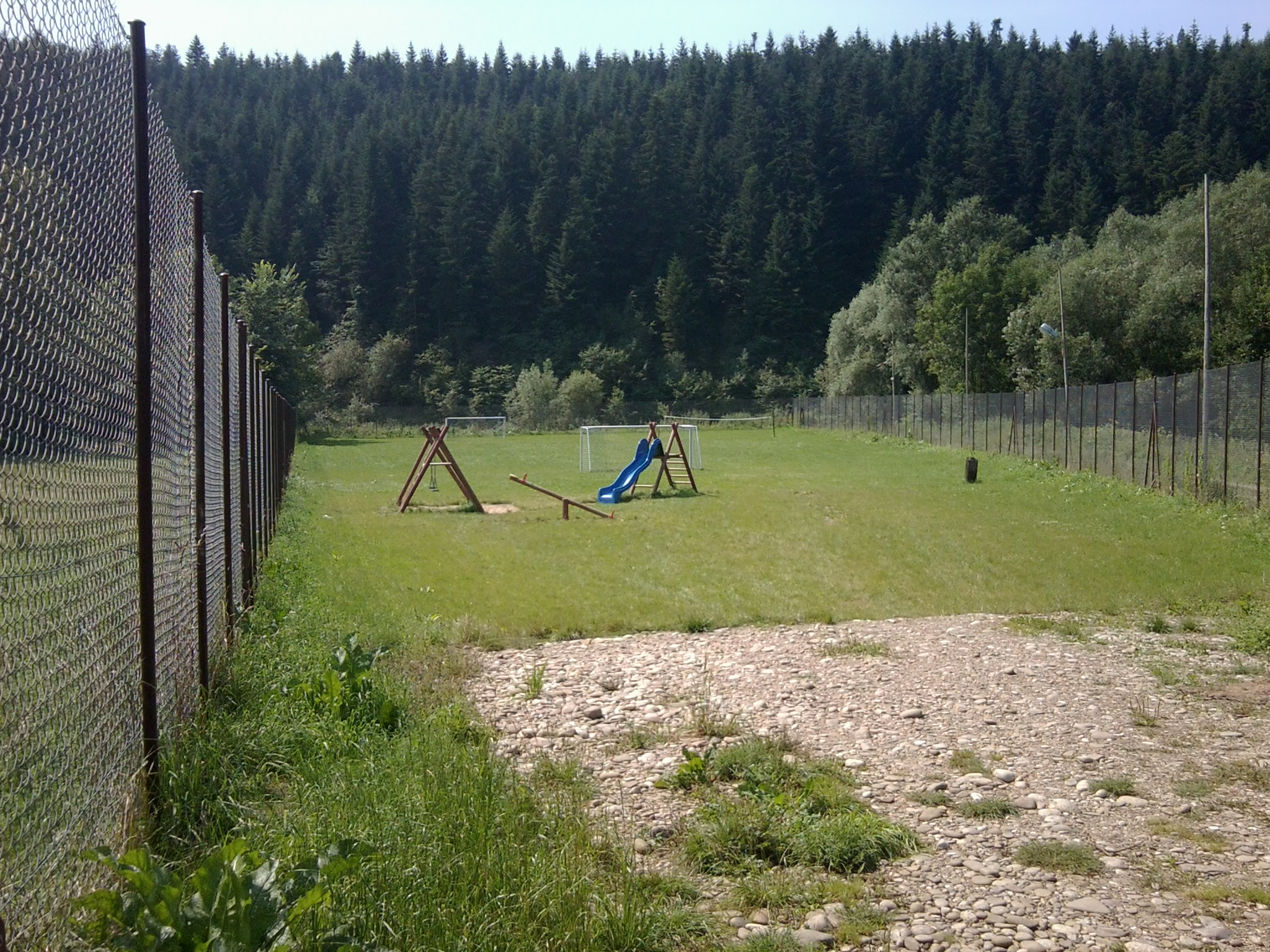
Orlik Plus

- trybuny.

### Orlik Plus w Naszacowicach
Orlik Plus – boisko sportowe znajdujące się w Naszacowicach, wybudowany w ramach programu Orlik Plus. Koszt budowy obiektu wyniósł ok. 70 tys. zł. Z boiska mogą korzystać mieszkańcy całej gminy. Boisko dostosowane jest do gry w piłkę nożną (nawierzchnia – trawa i siatkową). Dodatkowo dobudowany został mały plac zabaw dla dzieci.

### Hala Sportowa w Brzeznej

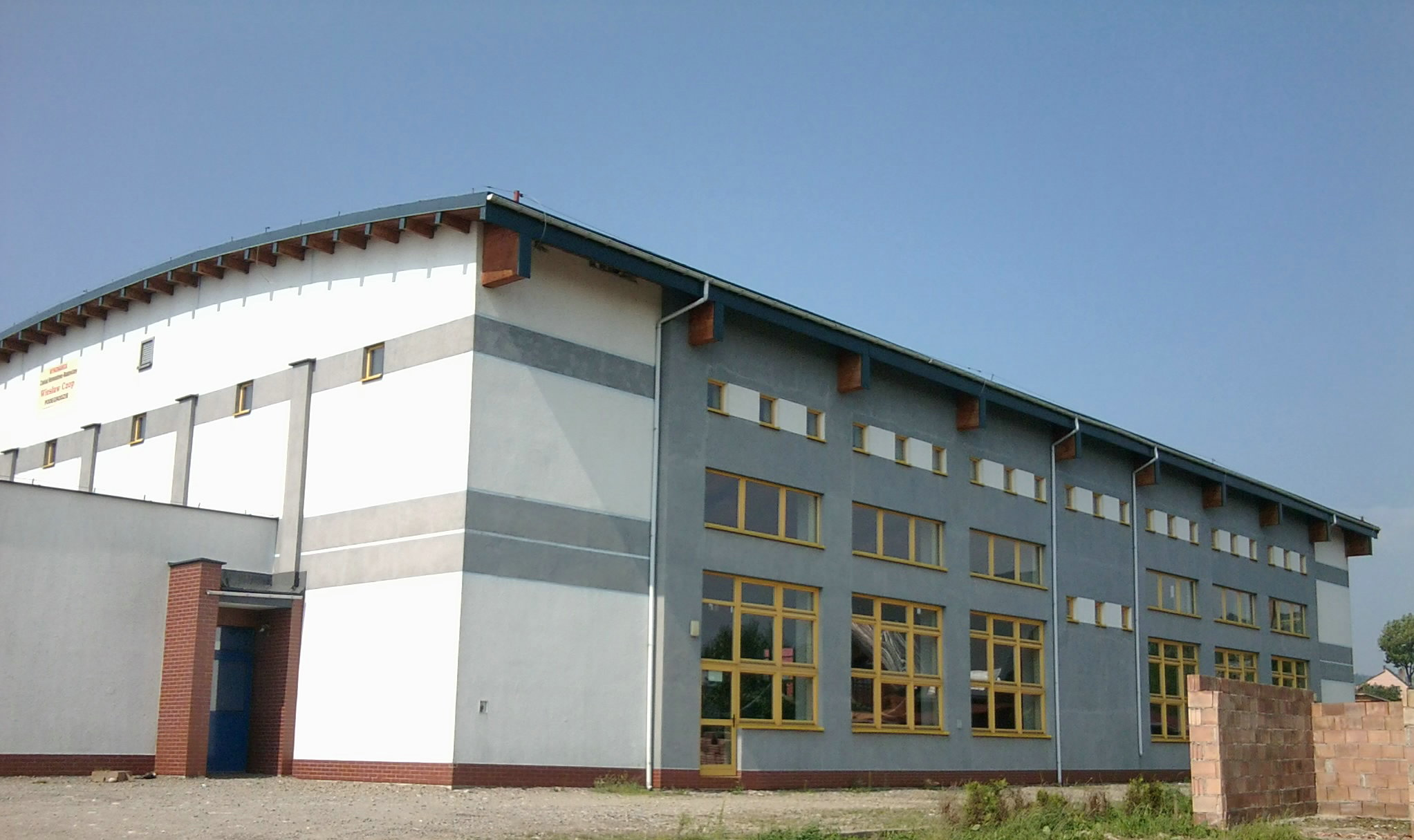
Hala Sportowa w Brzeznej

Hala Sportowa – hala sportowa znajdująca się w Brzeznej, przy Gimnazjum im. Św. Jadwigi Królowej. Wykorzystywana jest do celów sportowych, kulturalnych oraz jako miejsce wystaw, konferencji itp. Parametry hali umożliwiają organizowanie zawodów sportowych o charakterze międzynarodowym (wymiary: 22 m x 44 m; wysokość 11 m). Pojemność obiektu to 600 miejsc (216 siedzących). Hala posiada pełne zaplecze: szatnie, wc, magazyny, przysznice, pokoje dla nauczycieli i trenerów.

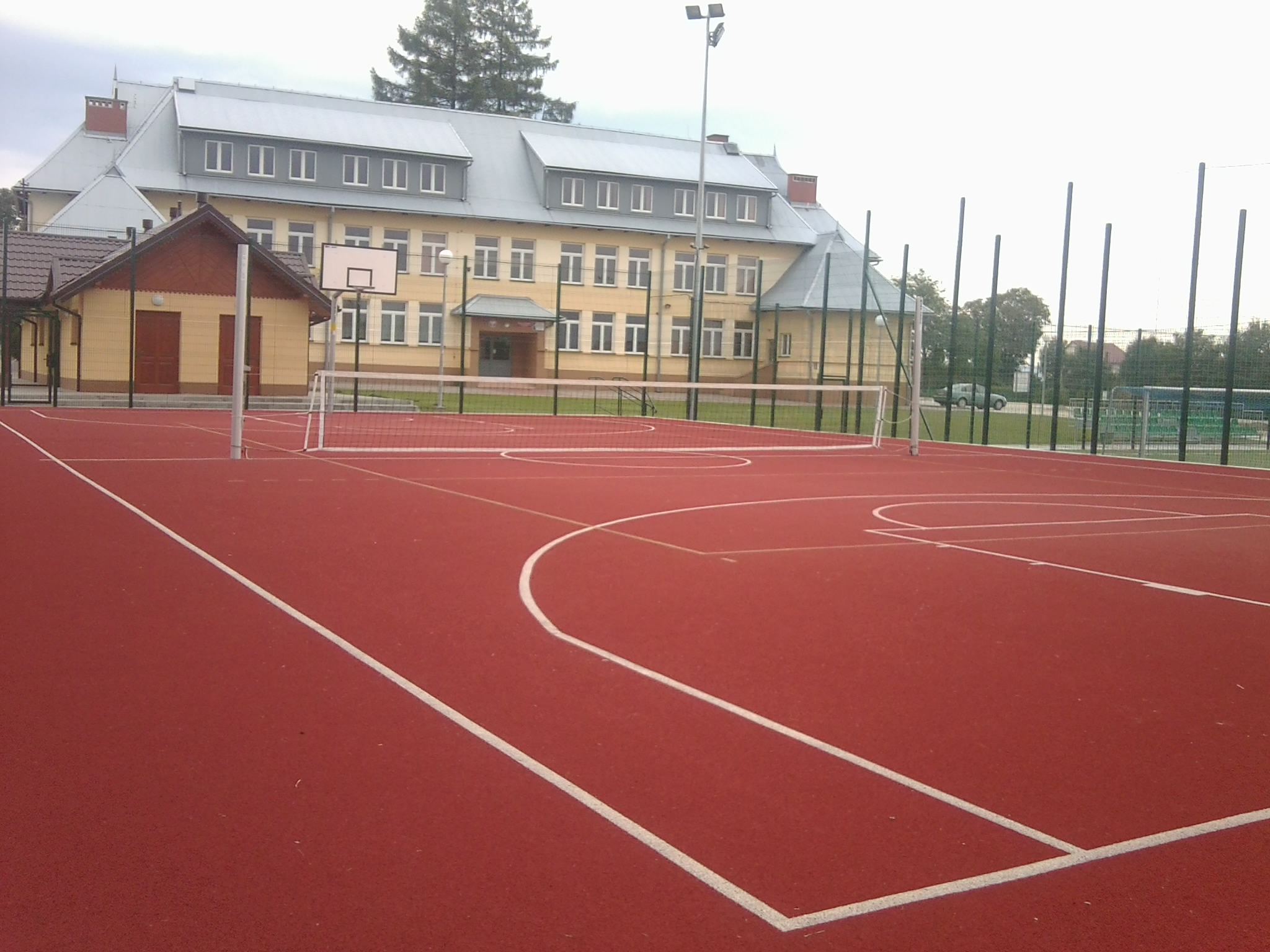
Boisko wielofunkcyjne

### Orlik 2012 w Brzeznej
Orlik 2012 w Brzeznej – kompleks sportowy, otwarty 19 października 2011 roku w ramach rządowego programu Orlik 2012. Obiekt znajduje się przy szkole podstawowej im. Jana III Sobieskiego w Brzeznej. Całkowity koszt całej budowy wyniósł 1,2 mln zł. Obiekt jest ogólnodostępny i bezpłatny dla mieszkańców gminy. Jest to drugi w Gminie Podegrodzie orlik.
W skład kompleksu wchodzą:
- boisko do piłki nożnej (sztuczna trawa);
- boisko wielofunkcyjne (nawierzchnia z poliuretanu);
- budynek sanitarno – szatniowy;
- trybuny.